# Za Kouty (Východolabská tabule)
Za Kouty (308 m n. m.) je vrch v okrese Jičín Královéhradeckého kraje. Leží asi 1 km vjv. od obce Slavhostice, na katastrálním území obce Žlunice.

## Geomorfologické zařazení
Geomorfologicky vrch náleží do celku Východolabská tabule, podcelku Cidlinská tabule, okrsku Novobydžovská tabule a podokrsku Češovský hřbet.